# باتريشيا مورو
باتريشيا مورو (بالإنجليزية: Patricia Morrow)‏ هي ممثلة أمريكية، ولدت في 17 فبراير 1944 بلوس أنجلوس في الولايات المتحدة.

## وصلات خارجية
- باتريشيا مورو على موقع IMDb (الإنجليزية)
- باتريشيا مورو على موقع أول موفي (الإنجليزية)
- باتريشيا مورو على موقع قاعدة بيانات الأفلام السويدية (السويدية)
- باتريشيا مورو على موقع قاعدة بيانات الفيلم (الإنجليزية)
- باتريشيا مورو على موقع كينوبويسك (الروسية)